# Carlota Felicitat de Brunsvic-Lüneburg
Carlota Felicitat de Brunsvic-Lüneburg (Hannover, Sacre Imperi Romanogermànic 1671 - Mòdena, Ducat de Mòdena 1710) fou una noble alemanya que va esdevenir duquessa consort de Mòdena.

## Orígens familiars
Va néixer el 8 de març de 1671 a la ciutat imperial de Hannover sent filla del príncep Joan Frederic de Brunsvic-Lüneburg i Benedicta del Palatinat-Simmern. Fou net per línia paterna de Jordi de Brunsvic-Lüneburg i Anna Elionor de Hessen-Darmstadt, i per línia materna d'Eduard del Palatinat-Simmern i Anna de Màntua.
Fou germana d'Amàlia Guillema de Brunsvic-Lüneburg, casada amb Josep I del Sacre Imperi Romanogermànic.

## Núpcies i descendents
Es casà l'11 de febrer de 1696 a la ciutat de Mòdena amb el duc de Màntua Reinaldo III d'Este. D'aquesta unió nasqueren:
- Beneta Maria d'Este (1697-1777)
- Francesc III d'Este (1698-1780), duc de Mòdena, casat amb Carlota d'Orleans (1700-1761)
- Amàlia Josefina d'Este (1699-1778)
- Joan Frederic d'Este (1700-1727)
- Enriqueta d'Este (1702-1777), casada el 1728 amb Antoni I de Parma i el 1740 amb Leopold de Hesse-Darmstadt
- Climent d'Este (1708-?)
- una filla (1710)

Morí el 1710 a la ciutat de Mòdena en donar llum a una filla morta.